# Język galindyjski
Język galindyjski – wymarły język z zespołu zachodniobałtyckiego języków bałtyckich, którym posługiwało się plemię Galindów. Nie istnieją lub nie zachowały się żadne źródła pisane tego języka.